# Подкожани
Подкожани, още Подкожене или Подкожан (на албански: Potkozhan или членувано Potkozhani), е село в Югоизточна Албания, община Поградец на област Корча.

## География
Селото е разположено на 6 километра западно от град Поградец и Охридското езеро в западния склон на планината Мокра, в историко-географската област Мокра, по горното течение на река Шкумбини. Подкожани е малко селце със запазени каменни къщи с плочи и калдаръмени улици. В гробищата около църквата „Света Параскева“ (Шен Премте) има красиви каменни кръстове.

## История
Край селото има средновековна църква „Свети Димитър“ (Шън Битри) от 1154 година, която е уникална със своите две апсиди.
Според Васил Кънчов („Пътуване по долините на Струма, Места и Брегалница. Битолско, Преспа и Охридско“) в края на XIX век Подкожан е малко арнаутско християнско селище с 55 къщи.
До 2015 година селото е част от община Требине.

## Личности
Родени в Подкожани
- Генадий Велешки (1800 – 1876), български духовник, дебърски и велешки митрополит
- Димитър Мокрянин, възрожденски просветен деец